# Olivier Duroy
 (août 2011).
 (juillet 2025).
Motif : critères ?
- Archive Wikiwix
- Bing
- Cairn
- DuckDuckGo
- E. Universalis
- Gallica
- Google
- G. Books
- G. News
- G. Scholar
- Persée
- Qwant
- (zh) Baidu
- (ru) Yandex
- (wd) trouver des œuvres sur Wikidata

| 1. | Préciser le motif de la pose du bandeau. | Précisez le motif de la pose du bandeau en utilisant la syntaxe suivante : {{admissibilité à vérifier\|date=juillet 2025\|motif=remplacez ce texte par le motif}}                  |
| 2. | Informer les utilisateurs concernés.     | Pensez à avertir le créateur de l'article, par exemple, en insérant le code ci-dessous sur sa page de discussion : {{subst:avertissement admissibilité à vérifier\|Olivier Duroy}} |

Pour les articles homonymes, voir Duroy.
Olivier Duroy est un animateur de radio belge francophone. Il a animé  Les Fous du Soir sur NRJ Belgique.

## Biographie
Olivier Hanzir, dit, Olivier Duroy est né le 23 juin 1978 à Messancy en province de Luxembourg (sud Belgique). Il est le fils de Annette et Daniel Hanzir. 

### Radio Contact
Olivier Duroy anime le week-end sur Radio Contact à partir de 2004. Il rejoint ensuite Le Good Morning avec Mike et Julie Taton. Il anime à partir de 2008 le 16h-20h de la radio. Il prend ensuite une année sabbatique.

### NRJ Belgique
Il arrive sur NRJ Belgique le 22 août 2011 pour y animer Le Réveil Duroy, une nouvelle matinale succédant au 6/9. La dernière émission a eu lieu le 29 juin 2018.

### VivaCité
Le 2 juillet 2018, Olivier Duroy arrive sur VivaCité, après sept années d'animation sur NRJ Belgique. Il présente durant l'été l'émission Vivre Ici. Il fait sa rentrée en animant Quoi De neuf ? dès le lundi 27 août 2018 de 16h à 19h.

### NRJ Belgique
Il revient en 2019 sur NRJ Belgique pour y animer Les Fous Duroy du lundi au vendredi de 20h à minuit avec Audrey. L'émission fut renommée par la suite Les Fous du Soir.

### Nostalgie
Depuis la rentrée 2022, il anime sur Nostalgie.

## Autres projets
En 2021, Olivier Duroy fonde la société Domedia, avec sa compagne Stéphanie Henrotte. Sa mission principale est d'accompagner et former aux métiers de la voix et de la radio.